# Погорелов, Михаил Савельевич
Михаил Савельевич Погорелов (8 ноября 1921, Курганка, Николаевская губерния — 13 марта 1981, Ростов-на-Дону) — советский военный лётчик, участник Великой Отечественной войны, командир эскадрильи 4-го истребительного авиационного полка (185-я истребительная авиационная дивизия, 14-й истребительный авиационный корпус, 15-я воздушная армия, 2-й Прибалтийский фронт), капитан. Герой Советского Союза.

## Биография
Родился 8 ноября 1921 года в селе Курганка (ныне Широковского района Днепропетровской области Украины) в семье крестьянина. Украинец.
Окончил 7 классов Зеленобалковской школы. Работал счетоводом на Криворожском заводе горного оборудования «Коммунист» в городе Кривой Рог. Окончил Криворожский аэроклуб. В Красной армии с апреля 1940 года. В 1941 году окончил 1-ю Качинскую Краснознамённую военную авиационную школу лётчиков имени А. Ф. Мясникова.
Участник Великой Отечественной войны с июня 1941 года. Воевал на Брянском, Сталинградском и Южном фронтах. Участник боёв под Москвой и Сталинградом. В небе Сталинграда одержал несколько побед: в июне сбил истребитель Ме-109, в конце августа сбил ещё два Ме-109, но и сам был подбит. Получив ранение, был отправлен в госпиталь. После выздоровления вернулся на фронт.
Командир звена 9-го гвардейского истребительного авиационного полка комсомолец гвардии лейтенант Погорелов М. С. весной 1943 года на подступах к Ростову-на-Дону в воздушном бою сбил два фашистских бомбардировщика, третий таранил. Приземлился на парашюте. За это был награждён орденом Красного Знамени.
Член ВКП(б) с 1944 года. К январю 1945 года совершил 218 боевых вылетов, в воздушных боях сбил лично 18 и в составе группы 5 самолётов противника (по данным наградного листа по состоянию на 28 января 1945 года. За эти подвиги был представлен к званию Героя Советского Союза.
Успешно сражался до конца войны. К 9 мая 1945 года совершил около 250 боевых вылетов, в которых сбил лично 22 и в составе группы 5 самолётов противника). День Победы встретил в небе Германии.
После войны продолжал службу в ВВС СССР. В 1975 году в звании полковника вышел в запас. Жил и работал в Ростове-на-Дону.
Умер 13 марта 1981 года, похоронен в Ростове-на-Дону.

## Награды
- Герой Советского Союза (18 августа 1945):

- Орден Ленина;
- Медаль «Золотая Звезда» (№ 7961).

- Дважды орден Красного Знамени;
- Орден Александра Невского 1-й степени;
- Орден Отечественной войны 1-й степени;
- Трижды орден Красной Звезды;
- Медали;
- Почётный гражданин Ростова-на-Дону.

## Память
- Имя на Стеле Героев в Кривом Роге.